# Souville-Abzeichen (Souville-Knopf)

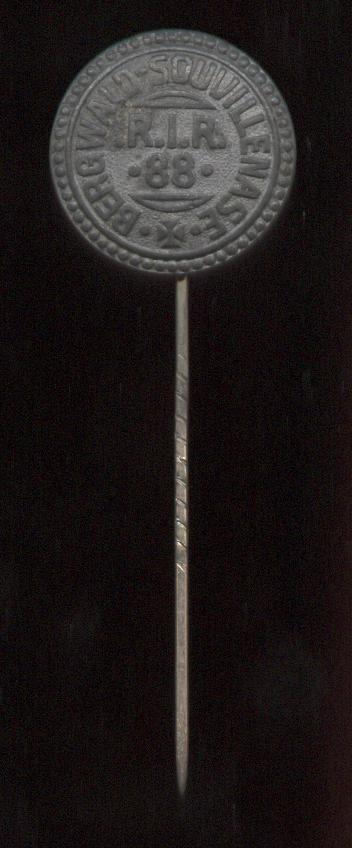
Souville-Abzeichen (Souville-Knopf), RIR 88, Vorderseite.

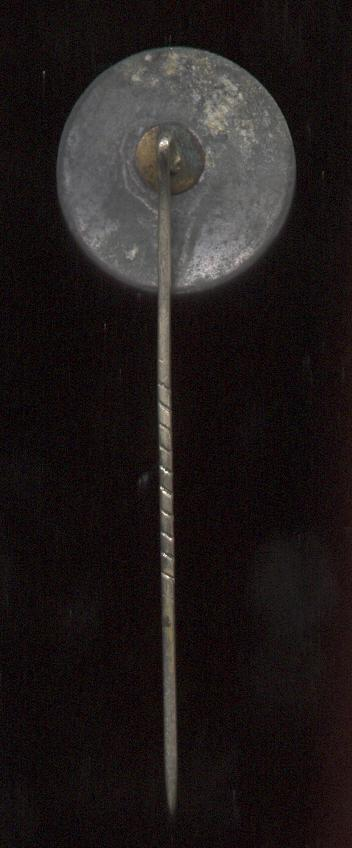
Souville-Abzeichen (Souville-Knopf), RIR 88, Rückseite.

Das Souville-Abzeichen (Souville-Knopf) des Reserve-Infanterie-Regiments 88 war eines der wenigen auf Truppenebene verliehenen Ehrenzeichen im deutschen Heer zur Zeit des Ersten Weltkriegs. Es wurde vom Reserve-Infanterie-Regiment 88 für die ehrenvolle Teilnahme an den blutigen Gefechten bei Souville (Schlacht um Verdun) im August 1916 verliehen.

## Vorgeschichte
Während des Ersten Weltkriegs regte sich auf Korps-, Divisions- und Regimentsebene der Wunsch nach speziellen Ehrenzeichen für die spezifischen Kampfeinsätze der einzelnen Truppenteile.
In Österreich und Ungarn war dieser Brauch weit verbreitet und entsprach dem Bedürfnis der kämpfenden Truppe. Diese Ehrenzeichen bzw. Abzeichen wurden in der k.u.k. Armee meist an der Feldmütze getragen und hießen deshalb „Kappenabzeichen“. Sie wurden – oft sogar mit Urkunde – für bestimmte Feldzüge oder Schlachten vergeben und wiesen meist auch den Namen der Einheit auf, die das Abzeichen vergab und in deren Reihen man die Kämpfe mitgemacht hatte.
Anders als in Österreich war man in Deutschland mit der Schaffung solcher Ehrenzeichen auf der Ebene von Truppenteilen wesentlich zurückhaltender und es wurden nur ganz wenige offiziell gestiftet bzw. zugelassen. Es gab jedoch auch einen „Graubereich“, in dem Kommandeure von Truppenteilen solche Ehrenzeichen – ohne höhere Erlaubnis – einfach verausgabten oder zumindest duldeten. Oft geschah das bei solchen deutschen Truppenteilen, die zusammen mit österreichischen Verbänden eingesetzt waren und die „Kappenabzeichen“ dabei kennen und schätzen gelernt hatten.
Diese Truppen-Ehrenzeichen waren bei den Frontsoldaten meist höher angesehen als gewisse offizielle, die nach einer bestimmten Zeit jeder erhielt, der sich einigermaßen gut geführt hatte.
Es gab in der Zeit des Ersten Weltkriegs mindestens drei solcher deutschen Ehrenzeichen auf Truppenebene, die offiziell verliehen wurden. Diese sind das Abzeichen des „Karpaten-Korps“, die „Souville-Spange“ des Reserve-Infanterie-Regiments 81, sowie der „Souville-Knopf“ des Hanauer Reserve-Infanterie-Regiments 88, von dem dieser Artikel berichtet.

## Anlass und Stiftung
In der Schlacht um Verdun startete die 21. (Hessische) Reserve-Division am 1. August 1916, nach zweitägiger Artillerievorbereitung, einen Angriff auf die Souville-Nase (Nez de Souville). Zur Division gehörten u. a. das Reserve-Infanterie Regiment 81 (aus Frankfurt am Main) und das Reserve-Infanterie-Regiment 88 aus Hanau. Die Souville-Nase ist ein kleiner Höhenrücken, den westlich die Souville-Schlucht (Ravin des Fontaines) und östlich die Lager-Schlucht (keine französische Bezeichnung) begrenzt. In diesem kleinen, nicht mehr als 1 km² großen Gelände sollten die letzten großen deutschen Anstrengungen im Rahmen der Offensive vor Verdun stattfinden, um einen gefährlichen Bogen in der erstarrten Frontlinie zu begradigen.
Die hessischen Regimenter hielten sich am 1. August auf dem Fuminrücken und in der Souvilleschlucht (Osthang) bereit. Die französischen Verschanzungen befanden sich am Hang der Souville-Nase, in den Stein gehauen und so mit einer natürlichen Deckung versehen. Der Sturm selbst wurde durch die Reserve-Infanterieregimenter 81 und 88 geführt, die Flankendeckung übernahm unter anderem das Füsilier-Regiment 80. Nach Trommelfeuer auf die gegnerischen Stellungen verließen die Sturmtruppen der R.I.R 81 und 88 um 10 Uhr ihren Ausgangspunkt und griffen an. Sie gingen durch den Fumin- und Bergwald sowie die Souvilleschlucht auf die Souville-Nase vor. Mit Hilfe von Flammenwerfern gelang die Durchquerung der Lager-Schlucht und nach insgesamt etwa 30 Minuten hatte man das Angriffsziel bereits erreicht; der Geländegewinn betrug mehr als 900 m. Bis zum Nachmittag zählte man 629 gefangene Franzosen. Der Angriff war zwar kurz, jedoch heftig gewesen und die Regimenter mussten ihre eroberten Stellungen mehr als zwei Tage lang zäh verteidigen. Sie erlitten dabei höhere Verluste als beim Angriff selbst. Nach heftigen Verteidigungskämpfen des frisch eroberten Gebietes, besonders am 2. und 3. August, blieb die 21. Reserve-Division noch bis zum 28. August 1916 bei Souville im Kampf und wurde schließlich wegen völliger Erschöpfung abgelöst.
Nach eigenen Angaben hatten die Hessen rund 1.150 Tote sowie die unglaubliche Zahl von rund 5.400 Verwundeten und Vermissten, was einer Quote von ca. 60 % entspricht.
Im Andenken dieser verlustreichen Kämpfe – die schrecklichsten und blutigsten denen der Truppenverband im Ersten Weltkrieg ausgesetzt war – stiftete man auf Regimentsebene des RIR 88 den „Souville-Knopf“. Die Trageberechtigung wurde im Militärpass eingetragen; den Knopf durfte im Regiment nur derjenige tragen, welcher auch tatsächlich am Sturm teilgenommen hatte. Es war zum Tragen an der linken Achselklappe der Uniform bestimmt. Bis in welche Ebene der Hierarchie um die Genehmigung nachgesucht wurde, lässt sich heute nicht mehr nachvollziehen. Es ist jedoch sicher, dass das Ehrenzeichen auf Regimentsebene offiziellen Charakter hatte. Das Schwester-Regiment RIR 81 stiftete ein ähnliches Abzeichen, die „Souville-Spange“, welche auf der unteren linken Brustseite getragen wurde. Dieses hatte man ebenfalls mit einer Urkunde verliehen und teilweise sogar als Auszeichnung im Militärpass eingetragen.

## Aussehen
Der Knopf ist kreisrund, leicht gewölbt und besteht aus grauem Kriegsmetall. Außen hat es einen umlaufenden Punktrand und danach zur Mitte hin eine umlaufende, erhabene Randlinie. Innerhalb dieser Randlinie, der kreisrunde, umlaufende Schriftzug in großen Druckbuchstaben:
„•BERGWALD-SOUVILLENASE•“ und ein kleines Eisernes Kreuz
Im Zentrum oben und unten kleines Zierornament und dazwischen der zweizeilige Schriftzug:
- „.R.I.R. “
- „•88•“

Rückseitig ist eine Öse zum Annähen an die Uniform eingearbeitet.

## Maße
Das Abzeichen hat einen Durchmesser von 2 cm. Die Länge der Nadel beträgt 5,7 cm.

## Trageweise
Der „Souville-Knopf“ war nicht nur eine regimentsinterne Erinnerungsauszeichnung, sondern er hatte auch eine ganz normale Funktion; er ersetzte bei seinen Inhabern den gewöhnlichen linken Schulterstückknopf und wurde stattdessen dort festgenäht.
Es kommen jedoch auch immer wieder Abzeichen mit rückwärtiger Längsnadel vor, so wie das im Artikel abgebildete Exemplar. Eventuell gab es diese Variante schon während der Verleihungszeit, um bei Bedarf eine bessere Sichtbarkeit durch Anstecken zu ermöglichen. Es ist aber auch denkbar, dass einige Inhaber die Knopfösen nachträglich entfernen und eine Nadel anbringen ließen, um die Abzeichen nach Ausscheiden aus dem Militärdienst an der Zivilkleidung befestigen zu können.